# Дулсон
Дулсон (фр. Doulcon) насеље је и општина у североисточној Француској у региону Лорена, у департману Меза која припада префектури Верден.
По подацима из 2011. године у општини је живело 451 становника, а густина насељености је износила 52,63 становника/km². Општина се простире на површини од 8,57 km². Налази се на средњој надморској висини од 175 метара (максималној 305 m, а минималној 171 m).

## Демографија
| 1962. | 1968. | 1975. | 1982. | 1990. | 1999. | 2011. |
| ----- | ----- | ----- | ----- | ----- | ----- | ----- |
| 387   | 393   | 389   | 455   | 483   | 445   | 451   |

График промене броја становника у току последњих година